# عبد الوهاب عميش
عبد الوهاب عميش، ولد بتونس العاصمة يوم 30 أوت 1932، فنان تشكيلي تونسي حيث يتعاطى الرسم والنقش.
يعيش هذا الفنان التشكيلي التونسي بفرنسا وتعرض ألواحه بعد أروقة فرنسية. ويهتم فيها خاصة برسم مدينة تونس العربية. وهو يعرض أعماله سنويا في عدد من المعارض الدولية
1. 1 2 3   https://www.leaders.com.tn/article/26400-le-peintre-abdelwahab-amich-un-hommage-national-qui-tarde. {{استشهاد ويب}}: |url= بحاجة لعنوان (مساعدة) والوسيط |title= غير موجود أو فارغ (من ويكي بيانات) (مساعدة)